# 1-هكسين
1-هكسين هو مركب عضوي هيدروكربوني ينتمي إلى الألكينات صيغته C6H12، ويوجد على شكل سائل عديم اللون.

## الإنتاج
يستحصل على 1-هكسين ضمن نواتج عمليات تكسير النفط؛ كما يمكن الحصول عليه من البرافينات الخطية بإجراء تفاعل هلجنة/نزع هاليد الهيدروجين.
كما يمكن الحصول على هذا المركب من عملية بلمهة (نزع الماء) من الهكسانول؛ وكذلك يمكن الحصول عليه من إجراء عملية بلمرة منضبطة لثلاث وحدات (قسيمات) من الإيثيلين.

## الاستخدامات
يستخدم 1-هكسين من ضمن أحاديات القسيمات (المونوميرات) في تركيب بوليمر بولي إيثيلين عالي الكثافة (2–4%) وبولي إيثيلين منخفض الكثافة (8–10%).